# Lewis Spence
Lewis Spence (anglès: James Lewis Thomas Chalmers Spence)  (Angus, 25 de novembre de 1874 - Edimburg, 3 de març de 1955) va ser un periodista, poeta, escriptor, folklorista i erudit de l'ocultisme escocès.
Spence va ser membre de la Royal Anthropological Institute de Gran Bretanya i Irlanda, i vicepresident de la Scottish Anthropological and Folklore Society. Va fundar el Moviment Nacional Escocès.

## Joventut
Spence va néixer el 1874 a Monifieth, Angus (Escòcia). Després de graduar-se a la Universitat d'Edimburg, va seguir una carrera de periodisme. Va ser editor de The Scotsman (1899-1906), editor de The Edinburgh Magazine durant un any (1904-1905), i després editor de The British Weekly (1906-1909).

## Carrera professional
En aquest temps, l'interès de Spence es va despertar pel mite i el folklore de Mèxic i Amèrica Central, donant lloc a la seva popularització del Popol Vuh maia, el llibre sagrat dels maies quitxés (1908). Va compilar un A Dictionary of Mythology (1910) (Un diccionari de mitologia), una Encyclopedia of occultism and parapsychology (Enciclopèdia d'ocultisme i parapsicologia) (1920) i nombrosos volums addicionals.
Apropant el seu interès a casa, va investigar el folklore escocès. Un fervent nacionalista escocès, va disputar sense èxit un escó parlamentari per Midlothian anf Peebles Northern en unes eleccions parcials el 1929. També va escriure poesia, recollida el 1953.
Spence va escriure sobre ritus i tradicions britàniques a Mysteries of Celtic Britain (Misteris de la Bretanya Cèltica) (1905). En aquest llibre, Spence va teoritzar que els britànics originals eren descendents d'un poble que va emigrar del nord-oest d'Àfrica i probablement estaven relacionats amb els berbers i els bascos.
Les investigacions de Spence sobre la mitologia i la cultura del Nou Món, juntament amb el seu examen de les cultures d'Europa occidental i del nord-oest d'Àfrica, el van portar a la qüestió de l'Atlàntida. Durant la dècada del 1920 va publicar una sèrie de llibres que pretenien rescatar el tema dels ocultistes que més o menys l'havien desprestigiat. Aquestes obres, com The Problem of Atlantis (El problema de l'Atlàntida) (1924) i History of Atlantis (Història de l'Atlàntida) (1927), van adoptar les teories inaugurades per Ignatius Donnelly i van contemplar l'illa perduda com una civilització de l'edat de bronze que va formar un vincle cultural amb el Nou Món, que va invocar a través de exemples que va trobar de paral·lelismes entre les primeres civilitzacions del Vell i el Nou Món. Malgrat l'erudició de Spence i l'amplada de la seva lectura, les conclusions a les quals va arribar, evitant les revistes revisades per parells, han estat gairebé universalment rebutjades per l'erudició generalitzada.
Les seves popularitzacions van rebre dures crítiques a les revistes professionals, però el seu atractiu continuat entre els aficionats a la teoria es resumeix per un crític de The Problem of Atlantis (El problema de l'Atlàntida) (1924) a The Geographical Journal: «El Sr. Spence és un escriptor laboriós i, fins i tot si fracassa per convèncer, ha servit per reunir les proves i ha produït un volum entretingut que val la pena llegir-lo».
No obstant això, sembla que va tenir certa influència en les idees del controvertit autor Immanuel Velikovsky i, a mesura que els seus llibres han passat a ser de domini públic, s'han reimprès amb èxit i alguns s'han escanejat per Internet.
El llibre de 1940 de Spence Occult Causes of the Present War (Causes ocultes de la present guerra) és un dels primers llibres en el camp de l'ocultisme nazi.

## Vida personal
El 1899 es va casar amb Helen Bruce.
Al llarg de la seva llarga trajectòria professional, va publicar més de quaranta llibres, molts dels quals es mantenen impresos fins avui.
Spence també va ser el fundador del Moviment Nacional Escocès, que més tard es va fusionar per formar el Partit Nacional d'Escòcia i que al seu torn es va fusionar per formar el Partit Nacional Escocès.

## La seva mort
Spence va morir a Edimburg el 1955 als 80 anys d'edat i està enterrat a la secció nord-oest de l'ampliació nord del segle xx de cementiri Dean, a l'oest d'Edimburg. La seva esposa, Helen S. Bruce (m. 1942) es troba amb ell.

## Selecció d'obres

### Antiga Bretanya
- The Mysteries of Britain: Secret Rites and Traditions of Ancient Britain Restored (en anglès).  Londres: Senate, 1905.
- The Magic Arts in Celtic Britain (en anglès).  Dover Publications, 1949.
- The History and Origins of Druidism (en anglès), 1949.

### Ocultisme
- Encyclopaedia of Occultism: A compendium of information on the occult sciences, occult personalities, psychic science, magic, demonology, spiritism and mysticism (en anglès).  Dover Publications, 1920.
- Occult Causes of the Present War (en anglès).  Kessinger Publishing, 1940.
- Second Sight: Its History and Origins (en anglès).  Rider, 1951.

### Altàntida i altes mons perduts
- The Problem of Atlantis (en anglès), 1924.[Nota 3]
- Atlantis in America (en anglès).  Londres: Ernest Benn, 1925.
- The History of Atlantis (en anglès).  Adventures Unlimited Press, 1927.
- The Atlantis of Plato (en anglès).
- The Evidence For Lemuria From Myth And Magic (en anglès).
- The Problem of Lemuria: The Sunken Continent of the Pacific (en anglès).  Londres: Rider & Co., 1932.[Nota 4]

### Mitologia
- The Popul Vuh: The Mythic and Heroic Sagas of the Kiches of Central America (en anglès).  Londres: David Nutt, 1908.
- A Dictionary of Mythology (en anglès), 1910.
- The Myths of Mexico and Peru (en anglès), 1913.[5]
- The Myths of the North American Indians (en anglès).  Londres: George G. Harrap & Co, 1914.
- Myths and Legends of Babylonia and Assyria (en anglès).  Nova York: Stokes, 1917.[Nota 5]
- Legends and Romances of Brittany (en anglès), 1917.
- The Legends and Romances of Spain (en anglès), 1920.
- An Introduction to Mythology (en anglès).  George G. Harrap & Co., 1921.
- The Gods of Mexico (en anglès).  Fisher Unwin Ltd., 1923.
- The Mysteries of Egypt or The Secret Rites and Traditions of the Nile (en anglès), 1929.
- The Magic and Mysteries of Mexico (en anglès), 1932.
- The Minor Traditions of British Mythology (en anglès).  Londres: Rider & Co, 1948. OCLC 535883.
- The Outlines of Mythology (en anglès), 1944.
- British Fairy Origins: The Genesis and Development of Fairy Legends in British Tradition (en anglès).  Londres: Watts & Co., 1946.
- Fairy Tradition in Britain (en anglès).  Kessinger Publishing, 1948. ISBN 1-56459-516-1.
- Hero Tales and Legends of the Rhine (en anglès).
- Ancient Egyptian Myths and Legends (en anglès).
- Scottish Ghosts and Goblins (en anglès), 1952.

### Poesia
- Collected Poems of Lewis Spence (en anglès), 1953.